# Diplycosia retusa
Diplycosia retusa är en ljungväxtart som beskrevs av Herman Otto Sleumer. Diplycosia retusa ingår i släktet Diplycosia och familjen ljungväxter. Inga underarter finns listade i Catalogue of Life.